# 广西海桐
广西海桐（学名：Pittosporum kwangsiense）为海桐花科海桐花属下的一个种。种加名 kwangsiense 意为“广西的”。